# Estrilda nonnula
La estrilda monjita (Estrilda nonnula) es una especie de ave paseriforme de la familia Estrildidae propia del África ecuatorial.

## Distribución
Se encuentra en África central desde el golfo de Guinea hasta el norte de la región de los Grandes Lagos de África, en una extensión aproximada de unos 1.000.000 km².